# Massacre de Mutantes
Massacre de Mutantes (Mutant Massacre, no original) é um arco de história em quadrinhos da Marvel Comics. A história se inicia quando os Morlocks (mutantes cuja mutação não só dá poderes mutantes, mas também causa deformidades físicas) começam a ser exterminados pelos Carrascos. Foi uma das grandes sagas dos X-Men nos anos 1980.

## Concepção
O escritor Chris Claremont concebeu originalmente a matança sistemática dos Morlocks como uma história que funcionasse nas páginas de Uncanny X-Men, mas a escritora do X-Factor, Louise Simonson, sentiu que uma história tão grande funcionaria além de um único título, e sugeriu que fosse feito como um crossover entre os três títulos mutantes.
Claremont e Simonson, os principais escritores do crossover, trocaram cópias de suas tramas e roteiros escritos a máquina e discutiram extensamente as histórias que se cruzavam por telefone. Perguntada sobre como era coordenar todas as histórias interligadas de Massacre, Simonson disse: "Foi horrível, não sei por que estamos pensando em fazer isso de novo".
Walt Simonson, que escreveu a história de Thor ligada à saga e desenhou as partes de X-Factor, disse:
"Em parte, o que estávamos tentando fazer no crossover não foi criar uma corda de contas onde você tinha que ir de um grânulo para o próximo grânulo para o próximo grânulo, a fim de seguir todo o enredo. O que estávamos tentando fazer, ao invés disso, era tomar várias madeixas separadas e entrelaçá-las de tal forma que no final formassem um todo coerente, mas depois se desenrolassem e seguissem suas próprias direções. E você pode seguir qualquer uma através de Massacre: você pode ler X-Men, você pode ler X-Factor, ou você pode ler Thor, New Mutants, Power Pack, ou Daredevil sem realmente ter que passar e ler todos os outros livros. Mas, é claro, então você não entende o quadro todo.

## Enredo
Os Carrascos, grupo reunido por Gambit e liderado pelo Sr. Sinistro era formado por: Arco Voltaico, Arrasa-quarteirão, Arpão, Prisma, Maré Selvagem, Maligna, Dentes-de-Sabre, Caçador de Escalpos, Embaralhador, Vertigo e Has. A missão dos Carrascos era matar todos os Morlocks, pois o Sr. Sinistro os considerava uma aberração para a "perfeição" do Homo Superior.
Os X-Men e o X-Factor fizeram todo o possível para evitar o massacre, mas não conseguiram e tiveram baixas pesadas. Nos X-Men, Colossus, Noturno e Lince Negra ficaram seriamente feridos; No X-Factor, o Anjo ficou seriamente ferido, chegando ao ponto de ter suas asas amputadas. Muitos Carrascos foram mortos pelos X-Men, Morlocks ou pela polícia, porém o Sr. Sinistro fez clones dos Carrascos (exceção de Dentes-de-Sabre e Maligna) em número infinito para repor os combatentes mortos.
A saga teve consequências no mundo mutante, Psylocke, Cristal, Longshot e Destrutor (ele se juntou aos X-Men, porque a sua namorada, Polaris foi possuída pela Maligna) entraram para substituir Lince Negra, Noturno e Colossus (que voltou para a equipe um pouco tempo depois) nos X-Men.
No X-Factor, o Anjo ficou tão desesperado com a amputação de suas asas, que ele saiu do grupo mutante e pegou o seu jato particular para se matar. Porém, o vilão Apocalipse o salvou, fez lavagem cerebral no mutante, e o transformou em seu "Anjo da Morte", dando-lhe novas asas metálicas, que lançavam projéteis afiados. Só se libertou da influência do Apocalipse no final da saga Queda dos Mutantes.

## Publicação
A saga foi publicada originalmente nas seguintes revistas:
• Uncanny X-Men #210;
• X-Factor vol. 1 #09;
• Uncanny X-Men #211;
• New Mutants vol. 1 #46;
• X-Factor vol. 1 #10;
• Thor vol. 1 #373;
• Power Pack (Quarteto Futuro) vol. 1 #27;
• Uncanny X-Men #212;
• Thor vol. 1 #374;
• X-Factor vol. 1 #11;
• Daredevil vol. 1 #238;
• Uncanny X-Men #213.
No Brasil, a série foi inicialmente publicada pela Editora Abril em várias revistas nos anos 1990. Já nos anos 2000, a saga foi publicada na íntegra no terceiro volume encadernado da coleção "Os Maiores Clássicos dos X-Men", da Editora Panini. A mesma editora republicou a saga em setembro de 2013, em volume único, encadernado com capa cartonada e papel LWC.